# ولایت حلب

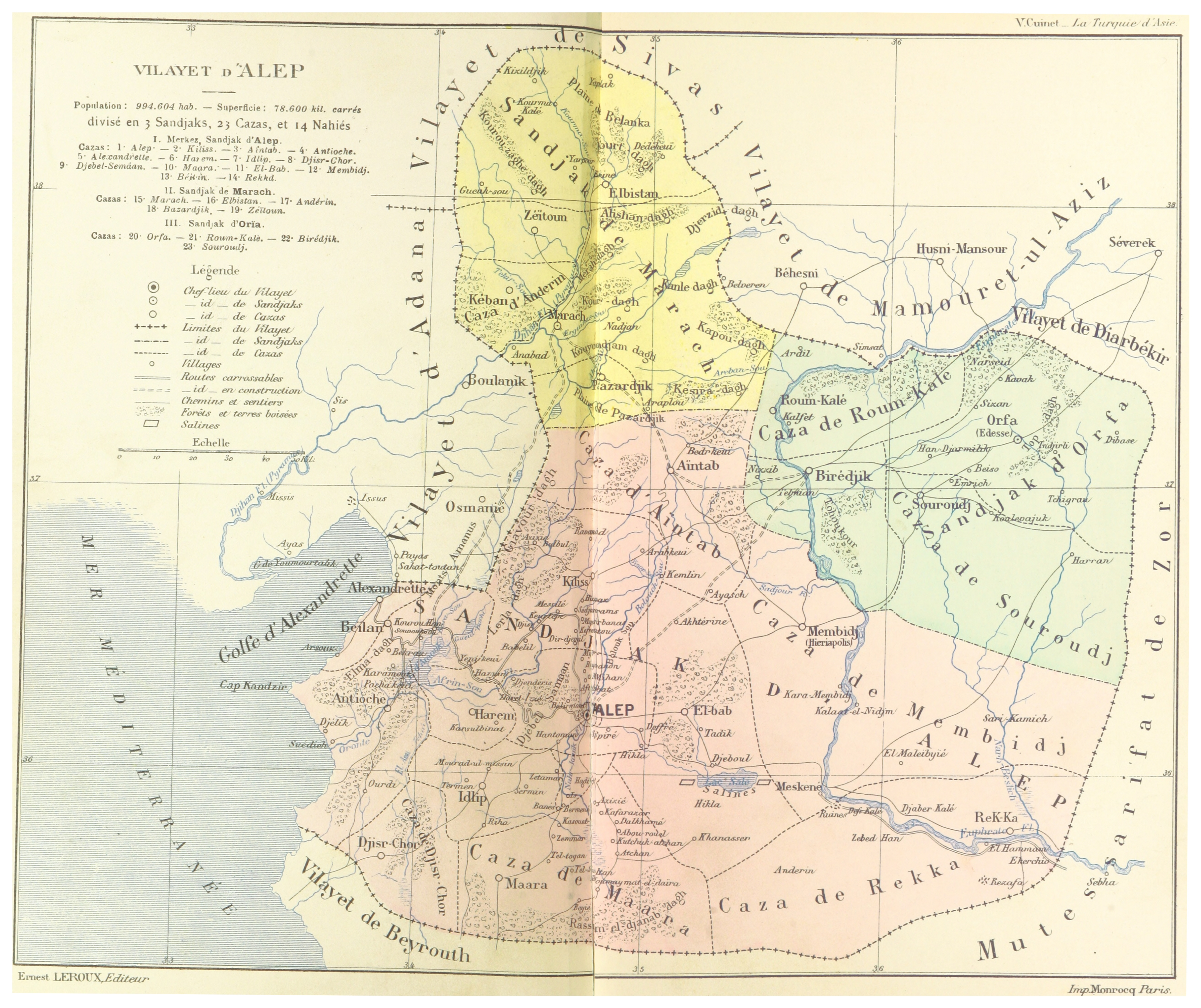
Divisions of the Vilayet

ولایت حلب (ترکی عثمانی: ولایت حلب ، رومانیزه: Vilâyet-i Halep ، عربی: ولایة حلب) یک بخش اداری (ولایت) سطح اول امپراتوری عثمانی با مرکزیت شهر حلب بود. ولایت در مارس ۱۸۶۶ تأسیس شد. مرزهای جدید حلب به سمت شمال کشیده شده بود و شامل شهرهای عمدتاً تُرک‌زبان قهرمان‌مرعش و غازی عینتاب بود که به استان تعداد تقریبی مساوی عرب زبان و ترکی زبان و همچنین اقلیت بزرگ ارمنی زبان تبدیل شده بود.